# Mesogyrus
Mesogyrus is een geslacht van kevers uit de familie schrijvertjes (Gyrinidae).
Het geslacht is voor het eerst wetenschappelijk beschreven in 1973 door Ponomarenko.

## Soorten
Het geslacht omvat de volgende soorten:
- Mesogyrus antiquus Ponomarenko, 1973
- Mesogyrus sibiricus Ponomarenko, 1985
- Mesogyrus striatus Ponomarenko, 1973